# Canada Water (stacja)
Canada Water – stacja kolejowa w Londynie i zarazem stacja londyńskiego metra, położona w dzielnicy Southwark, wybudowana w latach 1995–1999 jako część nowego odcinka Jubilee Line. Nazwa pochodzi od pobliskiego doku Canada Water.
Jej naziemny budynek ma formę rotundy ze szkła i metalu o średnicy 25 metrów. Bezpośrednio pod nią, na głębokości 22 metrów, usytuowane są perony Jubilee Line, wyposażone w drzwi automatycznie uniemożliwiające wejście na tory, gdy nie stoi na nich pociąg. Budynek jest tak zaprojektowany, aby światło dzienne mogło wpadać głęboko pod ziemię. Ponadto stacja posiada dwa perony na mniejszej głębokości, które w latach 1999–2007 były częścią East London Line, gdy była jeszcze linią metra, zaś w 2010 zostały ponownie otwarte już jako część sieci kolejowej, do której linia ta została włączona po przebudowie.
Rocznie ze stacji korzysta ok. 9,5 mln pasażerów. Należy do drugiej strefy biletowej.